# پیمپری-چینچواد
شهر پیمپریچینچواد (به انگلیسی: Pimpri-Chinchwad) با جمعیت ۱٫۷۲۹٫۳۲۰ نفر در ایالت مهاراشترا در کشور هند واقع شده‌است. پیمپریچینچواد به عنوان دو منطقه به هم مرتبط پیمپری و چینچواد تحت مدیریت واحدی اداره می‌شود و در شمال غرب پونه قرار دارد و به خوبی با پونه و بمبئی از طریق بزرگراه قدیمی پونه ـ بمبئی متصل ارتباط دارد.